# Quốc kỳ Canada
Quốc kỳ Canada (tiếng Anh: Flag of Canada; tiếng Pháp: Drapeau du Canada), cũng gọi là Lá phong đỏ (tiếng Anh: Maple Leaf) hay Một lá (tiếng Pháp: l'Unifolié) gồm một nền đỏ và một ô màu trắng tại trung tâm của nó, ở giữa ô này có đường nét một lá phong đỏ cách điệu với 11 đầu nhọn. Thiết kế này được thông qua vào năm 1965 nhằm thay thế quốc kỳ Liên hiệp. Hồng thuyền kỳ Canada được sử dụng không chính thức từ thập niên 1890 và đến năm 1945 thì được Xu mật viện thông qua để sử dụng "ở bất cứ nơi nào hoặc sự kiện nào có thể giương lên một hiệu kỳ đặc trưng của Canada".
Năm 1964, Thủ tướng Lester B. Pearson thành lập một ủy ban để giải quyết vấn đề, thổi bùng một cuộc tranh luận nghiêm trọng về việc thay đổi quốc kỳ. Trong số ba lựa chọn, thiết kế lá phong của George Stanley được lựa chọn, nó dựa trên hiệu kỳ của Học viện quân sự Vương thất Canada. Quốc kỳ xuất hiện chính thức lần đầu tiên vào ngày 15 tháng 2 năm 1965; ngày này hiện được kỷ niệm thường niên với tên gọi là ngày Quốc kỳ Canada.
Có nhiều hiệu kỳ khác nhau được tạo ra để cho các cơ quan chính phủ và lực lượng quân sự Canada sử dụng. Hầu hết các hiệu kỳ đó có chủ đề lá phong theo những phong cách thiết kế khác nhau. Quốc kỳ Liên hiệp Vương thất cũng là một quốc kỳ chính thức tại Canada. Ngoài ra, tỉnh kỳ của các tỉnh British Columbia, Ontario và Manitoba cũng chứa thiết kế quốc kỳ Liên hiệp trong đó.

## Thiết kế

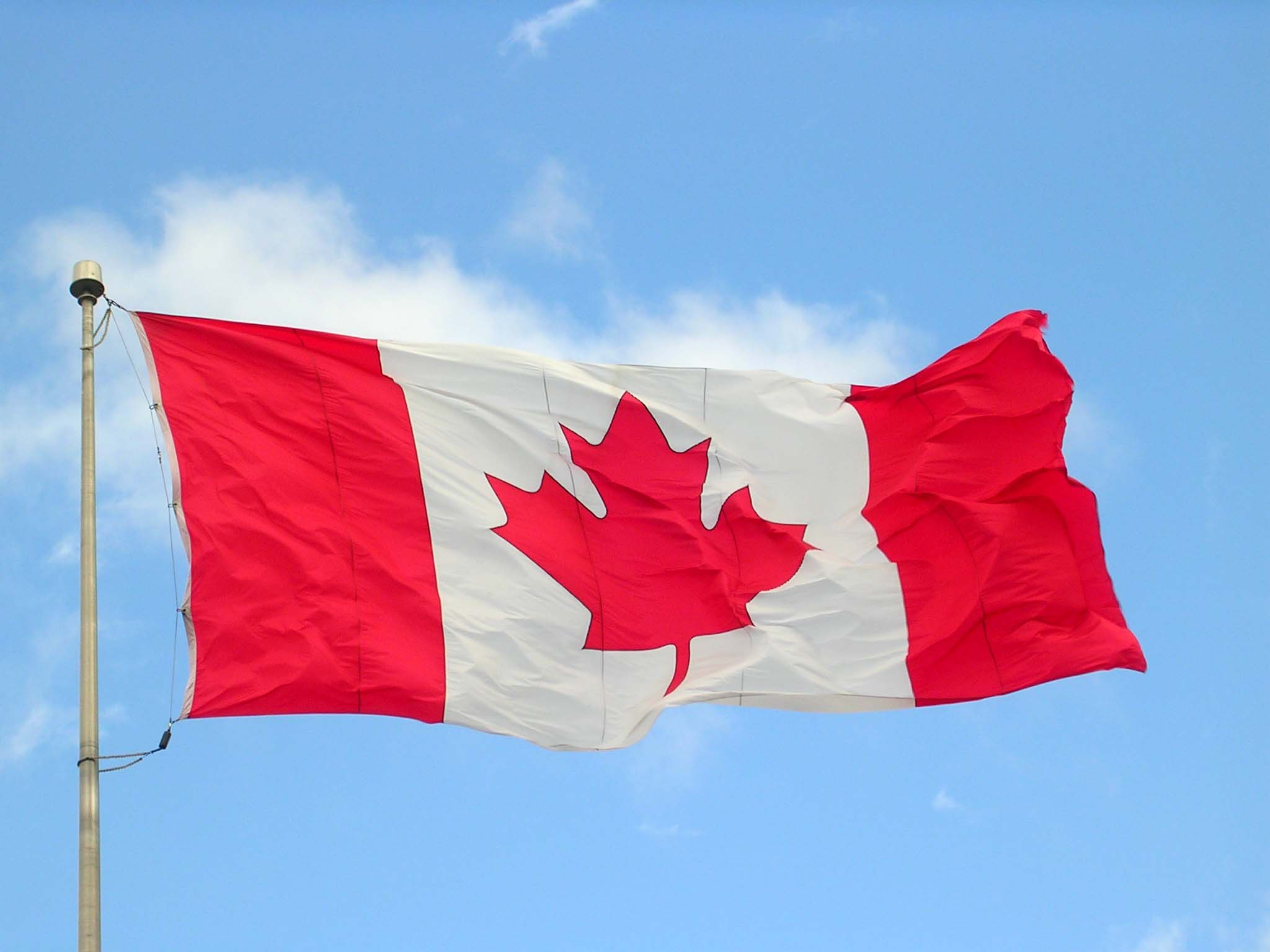
Quốc kỳ Canada bay tại Bảo tàng Hàng hải Đại Tây Dương tại Halifax, Nova Scotia

Bản dựng hình

Quốc kỳ đối xứng theo chiều ngang và do đó hai mặt tương tự nhau. Chiều rộng của quốc kỳ gấp hai lần chiều cao. Trong quốc kỳ ba dải đứng, dải trung tâm có nền màu trắng, có chiều dài bằng một nửa chiều dài của quốc kỳ. Tại trung tâm của nền trắng là một chiếc lá phong màu đỏ.
Lá phong được sử dụng làm một biểu tượng của Canada kể từ thập niên 1700. Năm 1868, lần đầu tiên lá phong sử dụng làm một biểu tượng quốc gia, khi đó nó xuất hiện trên huy hiệu của cả Ontario và Québec. Năm 1867, Alexander Muir sáng tác ca khúc "The Maple Leaf Forever", ca khúc này trở thành một tụng ca không chính thức bằng tiếng Anh của nước Canada. Đến năm 1921, lá phong được đưa vào Quốc huy Canada. Từ năm 1876 đến năm 1901, lá phong xuất hiện trên toàn bộ các đồng xu Canada, và vẫn còn trên đồng xu penny sau năm 1901. Lực lượng Vương thất Canada sử dụng lá phong làm một biểu tượng trung đoàn kéo dài từ năm 1860. Trong Chiến tranh thế giới thứ nhất và thứ hai, các huy chương của Quân đội Canada thường dựa theo một thiết kế lá phong. Thiết kế lá phong cuối cùng được dùng để trang trí bia của các phần mộ quân sự Canada. Số mũi nhọn của lá phong không có ý nghĩa; số lượng và sắp xếp các mũi nhọn được lựa chọn sau các cuộc kiểm nghiệm hang gió cho thấy thiết kế hiện tại bị mờ ít nhất trong các thiết kế khác nhau khi đưa chúng ra kiểm nghiệm dưới điều kiện gió lớn Năm 1921, Quốc vương George V tuyên bố các quốc sắc chính thức của Canada là đỏ từ Thánh giá Thánh George, và trắng từ huy hiệu vương thất Pháp từ thời Quốc vương Charles VII.
Bộ Di sản Canada liệt kê các sắc thái màu sắc khác nhau dùng cho mực in nên được sử dụng khi tái tạo quốc kỳ Canada, chúng bao gồm:
- FIP red: General Printing Ink, No. 0-712;
- Inmont Canada Ltd., No. 4T51577;
- Monarch Inks, No. 62539/0
- Rieger Inks, No. 25564
- Sinclair and Valentine, No. RL163929/0.

Các màu 0/100/100/0 trong mô hình CMYK, PMS 032 (flag red 100%), hay PMS 485 (dùng cho màn hình) trong chỉ định màu Pantone có thể được sử dụng khi tái tạo quốc kỳ. Đối với Chương trình Nhận dạng Liên bang, sắc đỏ của quốc kỳ tiêu chuẩn là một giá trị 255-0-0 (kiểu 16 bit là #FF0000) trong RGB. Năm 1984, Đạo luật Các tiêu chuẩn chế tạo Quốc kỳ Canada được thông qua nhằm thống nhất các tiêu chuẩn chế tạo đối với các quốc kỳ sử dụng trong cả các hoàn cảnh nội thất và ngoại thất.

## Lịch sử
Quốc kỳ Thánh giá Thánh George của Anh là quốc kỳ đầu tiên được biết đến là được thượng tại Canada, do John Cabot tiến hành khi ông đến Newfoundland vào năm 1497. Đến năm 1534, Jacques Cartier đóng một thánh giá tại bán đảo Gaspé mang hiệu kỳ vương thất Pháp với hoa bách hợp. Tàu của ông đương thời treo một hiệu kỳ đỏ cùng một thập tự trắng, đương thời là quân kỳ của Hải quân Pháp. Sau đó, Tân Pháp tiếp tục thượng các quân kỳ đang biến hóa của Pháp vào đương thời.
Quốc kỳ Liên hiệp (được gọi là Quốc kỳ Liên hiệp vương thất tại Canada từ 1964) là quốc kỳ pháp lý của Anh Quốc, nó được sử dụng tại Canada từ khi xuất hiện khu định cư của người Anh tại Nova Scotia vào năm 1621. Nó tiếp tục được sử dụng sau khi Canada độc lập về lập pháp khỏi Anh Quốc vào năm 1931 cho đến khi thông qua quốc kỳ hiện tại vào năm 1965.

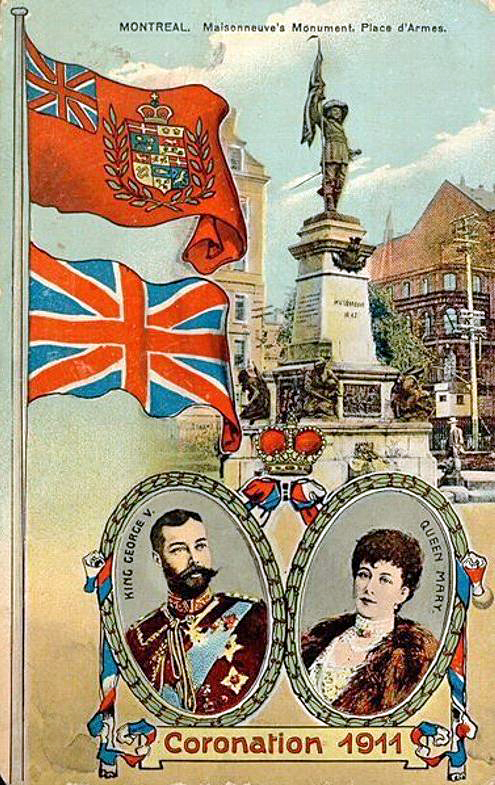
Một bưu thiếp Canada đánh dấu sự kiện đăng quang của Quốc vương George V và Vương hậu Mary năm 1911, thể hiện quốc kỳ Liên hiệp Vương thất (dưới) và một phiên bản Hồng thuyền kỳ cùng một phù hiệu có vương miện của Canada.

Không lâu sau khi Canada liên hiệp vào năm 1867, nổi lên nhu cầu về các hiệu kỳ đặc trưng cho Canada. Quốc kỳ Canada đầu tiên được sử dụng sau đó là Hiệu kỳ của Toàn quyền Canada, một quốc kỳ Liên hiệp với một phù hiệu ở giữa thể hiện các huy hiệu của Ontario, Québec, Nova Scotia, và New Brunswick bao quanh là một vòng lá phong. Năm 1870, Hồng thuyền kỳ, cộng thêm phù hiệu hỗn hợp Canada tại đuôi, bắt đầu được sử dụng phi chính thức trên đất liền và trên biển, được gọi là Hồng thuyền kỳ Canada. Do có các tỉnh mới gia nhập liên bang, huy hiệu của họ được thêm vào phù hiệu. Đến năm 1892, Bộ Hải quân Anh Quốc chấp thuận cho sử dụng Hồng thuyền kỳ nhằm đại diện cho Canada trên biển. Phù hiệu hỗn hợp được thay thế bằng quốc huy Canada khi nó được ban vào năm 1921, và đến năm 1924 thì một Xu mật viện chấp thuận việc sử dụng nó tại ngoại thất các tòa nhà chính phủ Canada. Năm 1925, Thủ tướng William Lyon Mackenzie King thành lập một ủy ban để thiết kế một quốc kỳ nhằm sử dụng trong nội thất, song ủy ban bị giải tán trước khi có thể đưa ra tường trình cuối cùng. Bất chấp thất bại của ủy ban trong việc giải quyết vấn đề, tình cảm quần chúng trong thập niên 1920 là ủng hộ sửa đổi thiết kế quốc kỳ của Canada. Các thiết kế mới được đề xuất vào năm 1927, 1931, và 1939.

Đề xuất quốc kỳ năm 1946 của ủy ban liên hiệp đặc biệt

Trong Chiến tranh thế giới thứ hai, Hồng thuyền kỳ là quốc kỳ mà quân đội Canada sử dụng trong các trận chiến. Một ủy ban liên hiệp của Thượng viện và Hạ viện được chỉ định vào ngày 8 tháng 11 năm 1945 nhằm đề xuất một quốc kỳ để chính thức thông qua. Đến 9 tháng 5 năm sau, có 2.695 thiết kế được đệ trình và ủy ban báo cáo lại cùng một đề nghị "rằng quốc kỳ của Canada nên là hồng thuyền kỳ Canada với một lá phong màu vàng thu trong một nền viền trắng". Tuy nhiên, Nghị viện Québec hối thúc ủy ban không để bao gồm những gì được cho là "các biểu tượng ngoại quốc", kể cả quốc kỳ Liên hiệp, và thủ tướng đương thời là Mackenzie King từ chối hành động dựa theo báo cáo, và Hồng thuyền kỳ Canada vẫn được thượng.
Tuy nhiên, đến thập niên 1960, tranh luận về một quốc kỳ Canada chính thức tăng cao và trở thành một chủ đề luận chiến, cực điểm là Đại tranh luận Quốc kỳ năm 1964. Năm 1963, chính phủ Tự do thiểu số của Lester B. Pearson lên nắm quyền và quyết định thông qua một quốc kỳ Canada chính thức bất chấp tranh luận trong quốc hội. Người đề xướng chính trị chính của việc này là Thủ tướng Pearson, ông từng là một nhà điều đình quan trọng trong Khủng hoảng Kênh đào Suez năm 1956, nhờ đó mà ông đoạt giải Nobel hòa bình. Trong cuộc khủng hoảng, Pearson bối rối khi chính phủ Ai Cập phản đối lực lượng gìn giữ hòa bình Canada với lý do là quốc kỳ Canada (hồng thuyền kỳ) có chứa cùng biểu tượng (quốc kỳ liên hiệp) cũng được Anh Quốc sử dụng làm quốc kỳ, trong khi Anh Quốc là một bên tham chiến. Mục tiêu của Pearson đối với quốc kỳ Canada là khiến Canada đặc trưng và không thể nhầm lẫn. Đối thủ chính trong hành động thay đổi quốc kỳ là thủ lĩnh đối lập và cựu Thủ tướng John Diefenbaker.
Sau một thời gian nghiên cứu cùng vận động chính trị, ủy ban lựa chọn thiết kế hiện nay, thiết kế này do George Stanley tạo ra và lấy cảm hứng từ hiệu kỳ của Học viện Quân sự Vương thất Canada (RMC) tại Kingston, Ontario. Đa số phiếu trong Hạ viện thông qua thiết kế vào ngày 15 tháng 12 năm 1964. Thượng viện Canada thông qua thiết kế hai ngày sau đó.
Nữ vương Canada Elizabeth II công bố quốc kỳ mới vào ngày 28 tháng 1 năm 1965, và nó được bắt đầu sử dụng từ ngày 15 tháng 2 cùng năm sau một buổi lễ chính thức tại Parliament Hill tại Ottawa, với sự hiện diện của Toàn quyền Georges Vanier, Thủ tướng, các thành viên khác trong nội các, và các nghị viên Canada. Chủ tịch Thượng viện Maurice Bourget nói rằng quốc kỳ là biểu tượng cho sự thống nhất của quốc gia, đại diện cho toàn bộ các công dân Canada bất kể chủng tộc, ngôn ngữ, đức tin, hay quan điểm. Trong lễ kỷ niệm 100 năm lập quốc vào năm 1967, chính phủ Canada sử dụng một quốc kỳ mang huy hiệu Vương thất Canada (phù hiệu được sử dụng trên hồng thuyền kỳ) trên một nền đỏ.

Quốc kỳ Pháp thời Jacques Cartier (1534–1604)
Quốc kỳ Tân Pháp (1663–1763)
Quốc kỳ Liên hiệp Đại Anh (1763–1800)
Quốc kỳ Liên hiệp Vương quốc (1801–nay)
Quốc kỳ sử dụng (1868–1921)
Quốc kỳ sử dụng (1921–1957)
Quốc kỳ sử dụng (1957–1965)
Quốc kỳ sử dụng (1965–Nay)

## Hiệu kỳ thay thế
Quốc kỳ Liên hiệp Vương thất là một biểu tượng cho tư cách quốc gia thành viên trong Thịnh vượng chung các quốc gia, do vậy nó là một hiệu kỳ chính thức của Canada và được thượng trong những công việc nhất định. Các quy định yêu cầu các cơ cấu liên bang phải thượng Quốc kỳ Liên hiệp Vương thất bên cạnh quốc kỳ khi có thể về mặt tự nhiên, sử dụng một cột cờ thứ nhì, trong những ngày sau đây: Ngày Thịnh vượng chung (ngày thứ hai thứ hai trong tháng 3), ngày Victoria (cùng ngày với sinh nhật chính thức của quân chủ Canada), và kỷ niệm Đạo luật Westminster (11 tháng 12). Quốc kỳ Liên hiệp Vương thất cũng có thể được treo tại Đài Kỷ niệm Chiến tranh quốc gia hay tại các địa điểm khác trong các lễ vinh danh sự tham gia của Canada cùng quân đội các quốc gia Thịng vượng chung khác trong chiến tranh. Quốc kỳ Canada luôn ở trước Quốc kỳ Liên hiệp Vương thất, và chiếm vị trí danh dự. Quốc kỳ Liên hiệp Vương thất cũng là bộ phận trong tỉnh kỳ Ontario và tỉnh kỳ Manitoba, chiếm một góc trong các tỉnh kỳ này; một phiên bản cách điệu hóa được sử dụng trong tỉnh kỳ British Columbia và tỉnh kỳ Newfoundland và Labrador. Một vài phó thống đốc cấp tỉnh trước đây sử dụng một quốc kỳ liên hiệp được sửa đổi làm hiệu kỳ cá nhân của họ, song hiện chỉ còn Phó Thống đốc Nova Scotia giữ lại thiết kế này. Các nhóm cựu chiến binh và những người khác vẫn tiếp tục thượng Quốc kỳ Liên hiệp Vương thất và Hồng thuyền kỳ tại Canada, họ tiếp tục nhấn mạnh tầm quan trọng của di sản Anh Quốc của Canada và liên kết Thịnh vượng chung. Hồng thuyền kỳ được thượng trong lễ kỷ niệm Trận cao điểm Vimy vào năm 2007, gây ra tranh luận.
Quốc kỳ đối ngẫu Canada là một hiệu kỳ phi chính thức được phát triển độc lập, ban đầu lưu truyền nhờ những người đề xướng nó nhằm biểu thị tính thống nhất của Canada trong các cuộc tập hợp của phe chống trước trưng cầu dân ý Québec năm 1995. Mặc dù màu trắng trong quốc kỳ Canada về mặt chính thức là bắt nguồn từ biểu tượng vương thất Pháp, song nó có thể bị hiểu sai vì màu đỏ và màu trắng cũng là những màu trong quốc kỳ Anh. Quốc kỳ đối ngẫu được thiết kế để thể hiện rõ ràng hơn đại diện của cả hai cộng đồng ngôn ngữ bằng cách thêm vào phần đỏ các sọc màu xanh với kích thước tương ứng với tỷ lệ người Canada chủ yếu nói tiếng Pháp. Màu xanh được lựa chọn vì nó là màu chính được sử dụng trong tỉnh kỳ Québec.
Tại Québec, tỉnh kỳ thường được xem như một quốc kỳ bên cạnh hiệu kỳ Lá phong, giống như hiệu kỳ Acadia trong các khu vực của các tỉnh Hàng hải (New Brunswick, Nova Scotia, và Prince Edward Island),.

## Lễ nghi
Không có luật quy định về việc sử dụng thích hợp quốc kỳ Canada. Tuy nhiên, Bộ Di sản Canada phát hành các hướng dẫn về cách trưng bày đúng cách thức quốc kỳ đứng riêng hoặc cùng với các hiệu kỳ khác. Hướng dẫn giải quyết trật tự ưu tiên dành cho quốc kỳ Canada, nơi quốc kỳ có thể được sử dụng, cách sử dụng quốc kỳ, và nhân dân nên làm gì để tôn vinh quốc kỳ. Các đề nghị có nhan đề là Flag Etiquette in Canada, được Bộ Di sản Canada xuất bản dưới dạng sách và trực tuyến. Quốc kỳ có thể được trưng hàng ngày tại các tòa nhà do chính phủ Canada vận hành, các sân bay, căn cứ quân sự, và văn phòng ngoại giao, cũng như bởi các công dân, trong thời gian bất kỳ trong ngày. Khi thượng quốc kỳ, nó cần phải sử dụng cột riêng và không được thấp hơn các hiệu kỳ khác. Quốc kỳ Canada được treo rủ nhằm biểu thị một thời kỳ để tang. Quân đội Canada có một lễ nghi đặc biệt để gấp quốc kỳ để trình diễn, như trong một tang lễ; tuy nhiên, Quân đội Canada không sử dụng cách thức này hàng ngày.

## Xúc tiến quốc kỳ
Kể từ khi quốc kỳ Canada được thông qua vào năm 1965, chính phủ Canada tài trợ các chương trình nhằm xúc tiến nó. Ví dụ như Chương trình Quốc kỳ Nghị viện Canada của Bộ Di sản Canada và Chương trình quốc kỳ do Bộ Công trình công cộng vận hành. Các chương trình này làm tăng tính bộc lộ của quốc kỳ và quan điểm rằng nó là bộ phận của bản sắc quốc gia. Nhằm tăng cường nhận thức đối với quốc kỳ mới, Chương trình Quốc kỳ Nghị viện được Nội các thành lập vào tháng 12 năm 1972 và bắt đầu thực hiện từ năm 1973, cho phép các thành viên của Hạ nghị viện phân phát các quốc kỳ và ghim ve áo có hình quốc kỳ Canada cho những cử tri của họ. Quốc kỳ từng được trưng trên Tháp Hòa Bình và khối Đông và Tây của Parliament Hill được Bộ Công trình cộng cộng đóng gói và cung cấp miễn phí cho công chúng. Tuy nhiên, chương trình có một danh sách chờ đợi 25 năm đối với các quốc kỳ tại khối Đông và Tây, và một danh sách chờ đợi 38 năm đối với quốc kỳ tại tháp Hòa Bình.
Từ năm 1996, 15 tháng 2 được chọn làm ngày Quốc kỳ Canada. Năm 1996, Bộ trưởng Bộ Di sản Canada Sheila Copps tiến hành chương trình "Một trong Một triệu quốc kỳ". Chương trình này có mục đích cung cấp cho người Canada một triệu quốc kỳ mới trong thời gian cho đến ngày Quốc kỳ năm 1997. Chương trình gây luận chiến do chi phí khoảng 45 triệu đô la, và cung cấp không có nghĩa là treo hay thượng quốc kỳ. Con số chi phí chính thức do Bộ Di sản Canada đưa ra là 15,5 triệu đô la, với xấp xỉ một phần bảy chi phí được bù lại nhờ các khoản đóng góp.